# Pseudechis porphyriacus
Єхидна чорна або Чорна змія австралійська (Pseudechis porphyriacus) — отруйна змія з роду Чорні змії родини аспідові.

## Опис
Загальна довжина сягає 1,5-2 м. Голова витягнута, коротка. Тулуб кремезний, стрункий. Блискучо-чорне забарвлення верхньої сторони тулуба ефектно поєднується з червонуватим забарвленням черева.

## Спосіб життя
Полюбляє помірно вологі низинні місцини, долини річок. Активна вночі. Добре плаває й пірнає. Харчується жабами, ящірками, зміями. Молоді особини воліють живитися комахами та іншими безхребетними.
При небезпеці або роздратуванні злегка розводить у боки шийні ребра, сплощуючи та розширюючи шию. Отрута цієї змії не становить загрозу життю людини.
Самці часто вступають у герць між собою. Піднявши голову та зігнувши шию, вони наступають один на одного, намагаючись накрити своєю головою голову супротивника. Коли одному із суперників вдається це зробити, він різким рухом обвиває тулуб супротивника своїм тілом. Люто сичачи та звиваючись, обидві змії здавлюють одна одну. Раптом, наче за сигналом, припиняють боротьбу і розходяться, щоб приготуватися до наступного поєдинку. Кожен з таких «раундів» триває близько хвилини, повторюються до повної знемоги борців. Змії бувають так захоплені турніром, що не розплутуються, навіть якщо їх підняти з землі. Причиною таких боїв служить територіальний інстинкт у поєднанні із статевим збудженням. Характерно, що під час турніру суперники не наносять один одному укусів.
Це живородна змія. Самиця народжує від 8 до 20 дитинчат довжиною до 22 см.

## Розповсюдження
Це ендемік Австралії. Мешкає у Квінсленді, Новому Південному Вельсі, Вікторії, Південній Австралії.